# Jasna Majstorović
Jasna Majstorović (Čačak, 23 aprile 1984) è una pallavolista serba.
Gioca nel ruolo di schiacciatrice nel Venelles.

## Carriera
Jasna Majstorović inizia la sua carriera pallavolistica da professionista nella stagione 2000-01, tra le file dello Jedinstvo Užice, in cui milita per cinque stagioni conquistando due campionati e una Coppa di Serbia e Montenegro.
Nella stagione 2005-06 si trasferisce in Svizzera, ingaggiata dal Volleyballclub Voléro Zürich, con cui vince campionato e Coppa di Svizzera. Nell'annata successiva ritorna in patria nel Poštar Belgrado, in cui rimane per tre stagioni conquistando tre campionati e altrettante Coppe di Serbia; nel 2007 riceve la prima chiamata in nazionale con cui partecipa al campionato europeo, concluso al secondo posto, a cui si aggiungono due primi posti all'European League nel 2010 e nel 2011.
Nella stagione 2009-10 viene ingaggiata dal Beşiktaş Jimnastik Kulübü, in cui rimane una sola stagione, infatti la stagione successiva si trasferisce in Romania tra le file del Tomis Constanța, con cui vince campionato e Coppa di Romania.
Nella stagione 2011-12 viene ingaggiata dal Rabitə Bakı Voleybol Klubu, con cui conquista la Coppa del Mondo per club e il campionato: nella stagione successiva ritorna al Tomis Constanța; con la nazionale si aggiudica la medaglia di bronzo al World Grand Prix 2013.
Dal campionato 2013-14 veste la maglia del CSM Bucarest, sempre in Divizia A1, dove resta per tre annate e con cui vince la Challenge Cup 2015-16. Nella stagione 2016-17 si accasa al Venelles, nella Ligue A francese, aggiudicandosi la Coppa di Francia 2016-17.

## Palmarès

### Club
- Campionato serbo-montenegrino: 2

2000-01, 2004-05
- Campionato svizzero: 1

2005-06
- Campionato serbo: 3

2006-07, 2007-08, 2008-09
- Campionato rumeno: 1

2010-11
- Campionato azero: 1

2011-12
- Coppa di Serbia e Montenegro: 1

2003
- Coppa di Svizzera: 1

2005-06
- Coppa di Serbia: 3

2006-07, 2007-08, 2008-09
- Coppa di Romania: 1

2010-11
- Coppa di Francia: 1

2016-17
- Campionato mondiale per club: 1

2011
- Challenge Cup: 1

2015-16

### Nazionale (competizioni minori)
- European League 2010
- European League 2011